# Брито, Валдемар де
Валдемар де Брито (порт.-браз. Waldemar de Brito; 17 мая 1913, Сан-Паулу — 21 февраля 1979, Сан-Паулу), в некоторых источниках Валдемар де Бритто (порт.-браз. Valdemar de Britto) — бразильский футболист, нападающий. Провёл 18 матчей и забил 20 голов в составе сборной Бразилии. Участник чемпионата мира 1934, проведя там 1 игру. Имеет лучший средний показатель голов за один матч в истории клуба «Сан-Паулу» — 1,06 мяча за игру.
Брат Валдемара, Петронильо, также являлся футболистом.
После окончания карьеры де Брито работал в юношеском клубе «Бауру», став первым профессиональным тренером юного Пеле.

## Биография
Де Брито начал карьеру в клубе «Сирио» в середине 1928 года, оттуда он перешёл в «Индепенденсию», а затем в «Сан-Паулу». В первом же сезоне в клубе он стал лучшим бомбардиром чемпионата штата, забив 21 мяч, а клуб занял в первенстве второе место. Серебряным призёром «Сан-Паулу» стал и год спустя. Далее он перешёл в клуб «Португеза Деспортос», где забил 6 голов в Чемпион штата Рио-де-Жанейро и недолго поиграл в «Ботафого». В 1935 году де Брито уехал в Аргентину, в клуб «Сан-Лоренсо де Альмагро». В дебютном матче за этот клуб нападающий забил три гола, поразив ворота «Тальереса».
В 1937 году Валдемар вернулся в Бразилию, в клуб «Фламенго», где дебютировал 27 июня в матче против «Флуминенсе» (3:4). Всего за клуб футболист сыграл 59 матчей и забил 35 голов, по другим данным 61 матч. В 1939 году форвард вновь уехал в «Сан-Лоренсо», где играл ещё два года, сыграв, в общей сложности за клуб, 45 матчей и забив 25 мячей. В 1941 году де Брито во второй раз стал игроком «Сан-Паулу». Там за три года он провёл 35 матчей и забил 29 голов, став с клубом чемпионом штата. Также Валдемар отметился в составе команды тем, что 3 раза забивал по 5 голов в матче: в 1933 году против «Васко да Гама» на турнире Рио-Сан-Паулу (5:1), в матче против «Америки» (7:4) и в игре со своим бывшим клубом, «Сирио» в чемпионате штата (12:1).
Затем был недолгий период во «Флуминенсе», «Португезе Деспортос» и клубе «Палмейрас» (15 игр и 9 забитых мячей). Завершил карьеру де Брито в «Португезе Сантисте».

## Тренерская карьера
После окончания футбольной карьеры Валдемар де Брито тренировал молодые таланты в юношеском спортивном клубе Бауру. В 1954 году он заметил мальчика по имени Эдсон Арантис ду Насименту, во многом определив его судьбу. Наставник организовал для воспитанника просмотр в клубе Сантос (штат Сан-Паулу), предсказав при этом, что тот станет величайшим футболистом в мире. Вскоре 15-летний Пеле вошёл в состав клуба, впоследствии ставшего всемирно известным.
Несмотря на талантливую игру в качестве футболиста, в истории бразильского футбола Валдемар де Бриту в первую очередь остался как человек, который открыл миру Пеле.

## Международная статистика
| Матчи Валдемара де Брито за сборную Бразилии | Матчи Валдемара де Брито за сборную Бразилии | Матчи Валдемара де Брито за сборную Бразилии | Матчи Валдемара де Брито за сборную Бразилии | Матчи Валдемара де Брито за сборную Бразилии | Матчи Валдемара де Брито за сборную Бразилии | Матчи Валдемара де Брито за сборную Бразилии |
| -------------------------------------------- | -------------------------------------------- | -------------------------------------------- | -------------------------------------------- | -------------------------------------------- | -------------------------------------------- | -------------------------------------------- |
| №                                            | Дата                                         | Место проведения                             | Оппонент                                     | Счёт                                         | Голы                                         | Турнир                                       |
| 1                                            | 27 мая 1934                                  | Генуя                                        | Испания                                      | 1:3                                          | —                                            | Чемпионат мира                               |
| 2                                            | 3 июня 1934                                  | Белград                                      | Югославия                                    | 4:8                                          | 1                                            | Товарищеский матч                            |
| 3                                            | 8 июня 1934                                  | Загреб                                       | Граджянски                                   | 0:0                                          | —                                            | Товарищеский матч                            |
| 4                                            | 17 июня 1934                                 | Барселона                                    | Каталония                                    | 1:2                                          | —                                            | Товарищеский матч                            |
| 5                                            | 24 июня 1934                                 | Жирона                                       | Каталония                                    | 2:2                                          | —                                            | Товарищеский матч                            |
| 6                                            | 1 июля 1934                                  | Барселона                                    | Барселона                                    | 4:4                                          | 1                                            | Товарищеский матч                            |
| 7                                            | 12 июля 1934                                 | Лиссабон                                     | Сборная Бенфики и Белененсиша                | 4:2                                          | 2                                            | Товарищеский матч                            |
| 8                                            | 15 июля 1934                                 | Лиссабон                                     | Спортинг                                     | 6:1                                          | 3                                            | Товарищеский матч                            |
| 9                                            | 22 июля 1934                                 | Порту                                        | Порту                                        | 0:0                                          | —                                            | Товарищеский матч                            |
| 10                                           | 7 сентября 1934                              | Салвадор                                     | Галисия                                      | 10:4                                         | 5                                            | Товарищеский матч                            |
| 11                                           | 9 сентября 1934                              | Салвадор                                     | Ипиранга                                     | 5:1                                          | 1                                            | Товарищеский матч                            |
| 12                                           | 13 сентября 1934                             | Салвадор                                     | Витория                                      | 2:1                                          | 1                                            | Товарищеский матч                            |
| 13                                           | 16 сентября 1934                             | Салвадор                                     | Баия                                         | 8:1                                          | —                                            | Товарищеский матч                            |
| 14                                           | 27 сентября 1934                             | Ресифи                                       | Спорт Ресифи                                 | 5:4                                          | 1                                            | Товарищеский матч                            |
| 15                                           | 7 октября 1934                               | Ресифи                                       | Сборная штата Пернамбуку                     | 5:3                                          | 1                                            | Товарищеский матч                            |
| 16                                           | 10 октября 1934                              | Ресифи                                       | Санта-Круз                                   | 2:3                                          | 2                                            | Товарищеский матч                            |
| 17                                           | 13 октября 1934                              | Салвадор                                     | Баия                                         | 5:1                                          | 1                                            | Товарищеский матч                            |
| 18                                           | 16 декабря 1934                              | Сан-Паулу                                    | Палестра Италия                              | 4:1                                          | 1                                            | Товарищеский матч                            |

2 матча — 1 гол в официальных встречах, 16 матчей — 19 голов в неофициальных.

## Достижения
Командные
- Чемпион Федерального округа (1891—1960) (1): 1939[13]
- Чемпион штата Сан-Паулу (1): 1943

Личные
- / Лучший бомбардир турнира Рио-Сан-Паулу: 1933 (33 гола)
- Лучший бомбардир чемпионата штата Сан-Паулу: 1933 (21 гол)